# Vlkov u Drahotěšic
Vlkov (deutsch Wilkow, früher Wlkow) ist eine Gemeinde in Tschechien. Sie liegt 16 Kilometer nördlich von České Budějovice in Südböhmen und gehört zum Okres České Budějovice.

## Geographie
Vlkov befindet sich auf einer Lichtung inmitten des Waldgebietes Nová obora auf der Lischauer Schwelle rechtsseitig über dem Tal des Baches Kozlovský potok. Südöstlich erhebt sich die Baba (570 m), im Südwesten der Cirhanský vrch (557 m) und die Kameniště (565 m).
Nachbarorte sind Němčice, Budáček, Pořežany und Tuchonice im Norden, Radonice, U Petra und Drahotěšice im Nordosten, Gebrovna, Švamberk, Na Jednotě, U Prokšů und Mazelov im Osten, Ševětín und Vitín im Südosten, Na Libochové, U nádraží und Chotýčany im Süden, Cirhan und Dobřejovice im Südwesten, Poněšice und Chlumec im Westen sowie Purkarec, Líšnice und Hroznějovice im Nordwesten.

## Geschichte
Die erste Erwähnung des zur Froburg gehörigen Dorfes Wlkow erfolgte 1443 im Zusammenhang mit den Brüdern von Wlkow und von Šewětín (bratřie z Wlkowa jdúc ze Šewětína). Zu den Besitzern gehörten u. a. die Herren von Pernstein, von Neuhaus und Malovec von Malovice. Nach finanziellen Spekulationen und der Beteiligung am Ständeaufstand von 1618 wurden die Güter der Malovec von Malovice konfisziert und die Herrschaft 1623 an Baltasar von Marradas übereignet, der sie rekatholisieren ließ. 1661 verkauften die von Marradas die Herrschaft an die Fürsten Schwarzenberg. Im Jahre 1840 bestand Wlkow aus 9 Häusern mit 79 Einwohnern. Im Dorf bestand ein Wirtshaus. Pfarrort war Schewetin. Bis zur Mitte des 19. Jahrhunderts blieb das Dorf immer der Herrschaft Frauenberg untertänig.
Nach der Aufhebung der Patrimonialherrschaften bildete Vlkov / Wlkow ab 1850 einen Ortsteil der Gemeinde Dobřejovice in der Bezirkshauptmannschaft Budějovice/Budweis. 1910 lebten in dem Dorf 126 tschechischsprachige Einwohner. 1923 löste sich Vlkov von Dobřejovice los und bildete eine eigene Gemeinde. Am 14. Juli 1964 erfolgte die Eingemeindung nach Drahotěšice und mit diesem zusammen wurde das Dorf am 1. Juli 1975 an Ševětín angegliedert. Nach einem Referendum löste sich Vlkov zum 24. November 1990 wieder von Ševětín los. Vlkov gehört mit 31 Einwohnern (1. Jänner 2012) zu den Gemeinden mit der geringsten Einwohnerzahl in Tschechien.

## Gemeindegliederung
Für die Gemeinde Vlkov sind keine Ortsteile ausgewiesen. Zu Vlkov gehören die Einschichten U Čížka, U Petra und Cirhan.

## Sehenswürdigkeiten
- Kapelle auf dem Dorfplatz

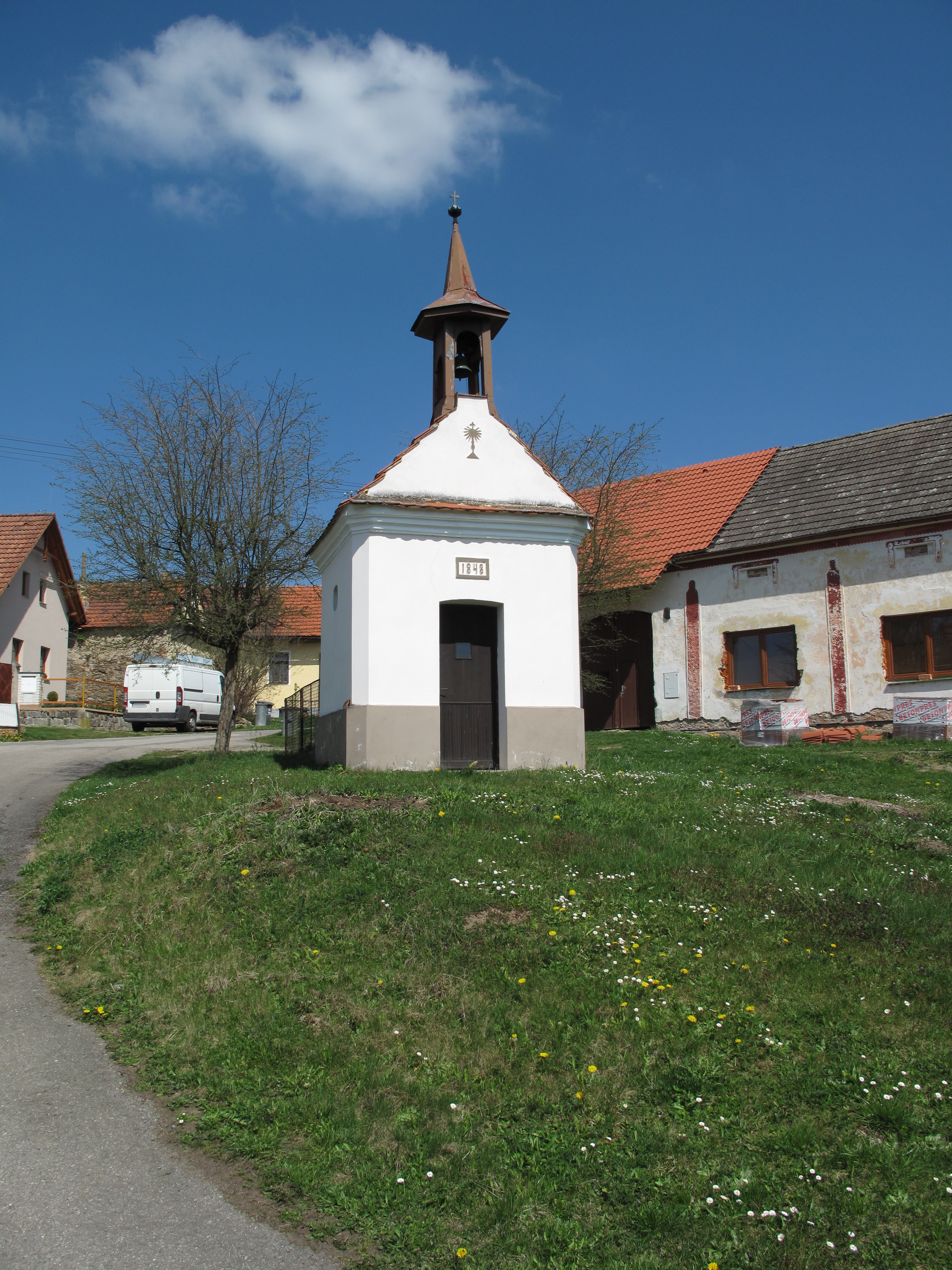
Vlkov, Kapelle auf dem Dorfplatz

- Giebelhöfe im südböhmischen Bauernbarock